# 巴西青眼魚
巴西青眼魚為輻鰭魚綱仙女魚目青眼魚亞目青眼魚科的一種，分布於東南大西洋巴西海域，屬深海底棲性魚類，深度約360公尺，棲息在大陸棚，生活習性不明。

## 擴展閱讀
維基物種上的相關：巴西青眼魚